# Nader Rahmati
Nader Rahmati (pers. نادر رحمتی; ur. 18 kwietnia 1966) – irański zapaśnik w stylu wolnym. Olimpijczyk z Barcelony 1992, gdzie zajął jedenaste miejsce w kategorii 48 kg.
Czwarty na mistrzostwach świata w 1995. Złoty medal na igrzyskach azjatyckich w 1994. Brązowy medalista mistrzostw Azji w 1988. Czwarty w 1992. Drugi w Pucharze Świata w 1995 roku.